# Устьяново (Вологодская область)
Устьяново — деревня в Шекснинском районе Вологодской области.
Входит в состав сельского поселения Камешниковского, с точки зрения административно-территориального деления — в Камешниковский сельсовет.
Расстояние по автодороге до районного центра Шексны — 63 км, до центра муниципального образования Камешника — 8 км. Ближайшие населённые пункты — Задняя, Каликино, Дерягино.
По переписи 2002 года население — 4 человека.